# البيضاء (بانياس)
البيضاء وتُعرف أيضًا باسمِ البيضا هي بلدة تقعُ في شمال غرب سوريا وتتبعُ إداريًا لمحافظة طرطوس حيثُ تقع إلى الشمال من مدينة طرطوس. تحدّها بانياس من الشمال والخريبة من الشرق ومتن الساحل من الجنوب وتقعُ شرق ساحل البحر الأبيض المتوسط. وفقًا للمكتب المركزي للإحصاء فقد بلغَ عدد سكان البيضاء 5,783 نسمة في تعداد 2004 مما يجعلها ثاني أكبر منطقة في بانياس بعدَ مدينة بانياس نفسها. سُكّان البيضاء وبعض المناطق القريبة منها هم في الغالب من المسلمين السُنّة.
خلال الحرب الأهلية السورية؛ كانت البيضاء تحت سيطرة عناصر وجماعات مناهضة للأسد؛ وبحلول أيّار/مايو من عام 2013 تعرضت القرية لقصفٍ حكوميّ أدى إلى مقتل أكثر من 100 شخص بمن فيهم رئيس بلدية المدينة وعائلته. ووفقًا لمصادر منَ المُعارضة فقد وقعت مجزرة البيضاء بالتحديدِ في الثاني من أيّار/مايو على يدِ القوات الحكوميّة وتلكَ الموالية لها؛ حيثُ اقتحمت هذهِ الأخيرة – بدعمٍ من مسلّحين من القرى العلوية القريبة – اقتحمت القرية وأحرقت المنازل واستخدمت السكاكين والأسلحة لقتل الناس في الشوارع.